# Rijksweg 30
Rijksweg 30 is een Nederlandse rijksweg en autosnelweg tussen Barneveld en Ede, met een lengte van 18 km. De weg vormt de verbinding tussen de noordelijke A1 bij Barneveld (afrit 15, Barneveld) en de zuidelijke A12 bij Ede (Knooppunt Maanderbroek).

## Geschiedenis
Oorspronkelijk lag er op het traject de provinciale weg S1 (later N30), die de A1 en de N224 met elkaar verbond.
De rijksweg 30 was in 1972 tussen Barneveld en Lunteren met aardebanen voorbereid op 2×2 rijstroken, maar er was maar 1×2 aangelegd. In de jaren negentig - en niet in 1972 zoals meerdere bronnen melden - is dit gedeelte omgebouwd tot autosnelweg. In 2001 is begonnen met het ombouwen van de rest van de N30 tussen Lunteren en Ede (oorspronkelijk aangelegd in 1970) in een autosnelweg en het verder bouwen tussen de N224 en de A12. Op 12 juli 2004 werd het nieuwe deel van de snelweg geopend. De afritnummering werd omgekeerd, zodat die oploopt in de richting van de kilometertelling, van zuid naar noord. Doordat zich in het talud oeverzwaluwen genesteld hadden was tijdelijk één strook van de rijbaan buiten gebruik. De oeverzwaluwen zijn in de derde week van augustus weggevlogen, zodat vanaf de vierde week van augustus 2004 deze rijbaan ook volledig in gebruik is genomen.
Eind juli 2004 werden scheurtjes ontdekt in twee nieuwe viaducten. Door de scheurtjes gold op een deel van de weg enige tijd een inhaalverbod voor vrachtauto's en waren ter hoogte van de viaducten de vluchtstroken afgezet.
Langs de A30 bevinden zich aan beide zijden 5 afritten, een parkeerterrein en een tankstation.

## Toekomstplannen
Onder meer de gemeente Nijkerk heeft gepleit voor een uitbreiding in noordelijke richting; oostelijk langs Nijkerk en dan door Flevoland naar de A27 bij Almere. Het traject tussen de A1 en Nijkerk loopt echter door een landschappelijk kwetsbaar gebied. In Flevoland ligt nog een duidelijk zichtbare reservering in het landschap tot aan de A6.
Ook een mogelijke uitbreiding van de A30 in zuidelijke richting wordt weleens geopperd. Daarbij zou de A30 door middel van een nieuwe brug over de Rijn met de A15 verbonden moeten worden.
Een andere mogelijke verlenging van de A30 is de 'Eemlus', door VNO-NCW voorgesteld. Deze zal knooppunt Hoevelaken bij Amersfoort moeten ontlasten. De Eemlus loopt grotendeels door agrarisch gebied langs Nijkerk, kruist de A28 bij afslag Amersfoort-Vathorst en loopt dan als een ringweg om Vathorst heen naar de A1.
Op dit moment is knooppunt Barneveld geen volledig knooppunt, maar eindigt de A30 met verkeerslichten.
De A30 is hier smaller, doordat er slechts 1 viaduct over de spoorlijn ligt.
In mei 2014 besloot de gemeente Ede dat er weer een carpoolplaats komt bij de afrit naar de N224 bij Ede-Noord, zoals er eerder een was aan de N30.

## Aantal rijstroken
| Traject                                  | Aantal rijstroken | Maximumsnelheid |
| ---------------------------------------- | ----------------- | --------------- |
| Toerit A1 - Knooppunt Maanderbroek       | 2×2               | 120 km/h*       |
| * maximumsnelheid tussen 6-19h: 100 km/h |                   |                 |

## Kunstobjecten langs de A30
- Grasspriet met veel energie bij knooppunt Maanderbroek.
- Monument voor de Benzinepomp, tussen Barneveld en Lunteren.